# نرگس سیاه
نرگس سیاه یا نارکیسوس سیاه (به انگلیسی: Black Narcissus) فیلم تکنیکالر ۱۰۰ دقیقه‌ای از تیم نویسنده-تهیه‌کننده-کارگردانِ پاول و پرسبرگر با بازی دبورا کار محصول کشور بریتانیا است.

## داستان
چند راهبه سعى دارند سرپرستى مدرسه و بیمارستانى را در هیمالایا به عهده بگیرند . « خواهر كلوداگ » ( كار ) و « خواهر روت » ( بایرون ) سركرده‏ى آنان هستند و « آقاى دین » (فارا ) ، مأمور بدخواه انگلیسى ، مخالف و مایه‏ى ترس و نگرانى آنان است